# Cadel Evans Great Ocean Road Race 2023
La Cadel Evans Great Ocean Road Race 2023, settima edizione della corsa, valevole come seconda prova dell'UCI World Tour 2023 categoria 1.UWT, si svolse il 29 gennaio 2023 su un percorso di 174,3 km, con partenza e arrivo a Geelong, in Australia. La manifestazione tornò in programma dopo due anni in cui è stata annullata a causa della Pandemia di COVID-19. La vittoria fu appannaggio del tedesco Marius Mayrhofer, il quale completò il percorso in 4h15'11", alla media di 40,982 km/h, precedendo il francese Hugo Page e l'australiano Simon Clarke.
Sul traguardo di Geelong 83 ciclisti, sui 96 partiti dalla medesima località, portarono a termine la competizione.

## Squadre e corridori partecipanti
Presero parte alla manifestazione 14 formazioni, ciascuna composta da 7 corridori.
| N.    | Cod. | Squadra                  |
| ----- | ---- | ------------------------ |
| 1-7   | SOQ  | Soudal Quick-Step        |
| 11-17 | ACT  | AG2R Citroën Team        |
| 21-27 | BOH  | Bora-Hansgrohe           |
| 31-37 | EFE  | EF Education-EasyPost    |
| 41-47 | IGD  | Ineos Grenadiers         |
| 51-57 | ICW  | Intermarché-Circus-Wanty |
| 61-67 | UAD  | UAE Team Emirates        |

| N.      | Cod. | Squadra                     |
| ------- | ---- | --------------------------- |
| 71-77   | ARK  | Team Arkéa-Samsic           |
| 81-87   | JAY  | Team Jayco AlUla            |
| 91-97   | DSM  | Team DSM                    |
| 101-107 | TFS  | Trek-Segafredo              |
| 111-117 | IPT  | Israel-Premier Tech         |
| 121-127 | BEB  | Bolton Equities Black Spoke |
| 131-137 | UNI  | UniSA-Australia             |

## Ordine d'arrivo (Top 10)
| Pos. | Corridore        | Squadra     | Tempo    |
| ---- | ---------------- | ----------- | -------- |
| 1    | Marius Mayrhofer | DSM         | 4h15'11" |
| 2    | Hugo Page        | Intermarché | s.t.     |
| 3    | Simon Clarke     | Israel      | s.t.     |
| 4    | Michael Matthews | Jayco       | s.t.     |
| 5    | Corbin Strong    | Israel      | s.t.     |
| 6    | Caleb Ewan       | UniSA       | s.t.     |
| 7    | Dion Smith       | Intermarché | s.t.     |
| 8    | Marc Hirschi     | UAE         | s.t.     |
| 9    | George Bennett   | UAE         | s.t.     |
| 10   | Sean Quinn       | EF          | s.t.     |